# Culto religioso nell'antica polis reggina
Le fonti di natura letteraria e archeologica sulla vita religiosa dell'antica polis di Rhéghion non consentono uno studio sistematico e rigoroso. Si può comunque affermare che due fossero le divinità eminenti del pantheon reggino: 
- Apollo Reggino, l'Archegete dei Calcidesi;
- Artemide Fascelide, già venerata prima dell'arrivo dei coloni.

## Culto di Apollo

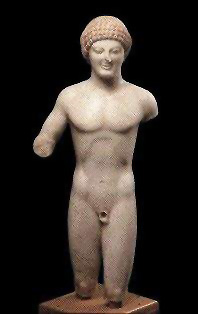
Kouros di Reggio, raffigurazione di Apollo Reggino.

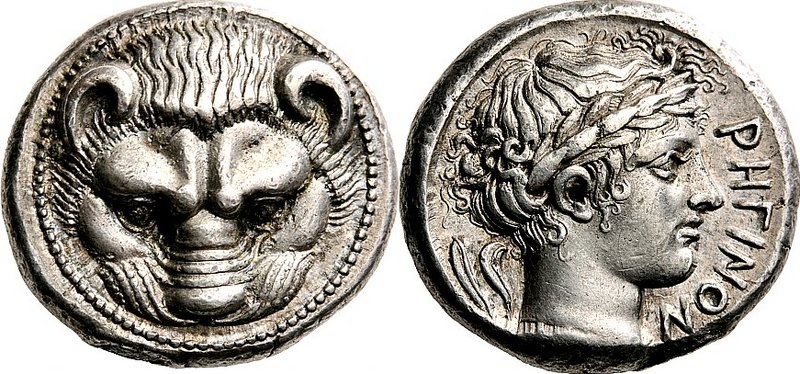
Tetradramma reggino con la raffigurazione del dio Apollo.

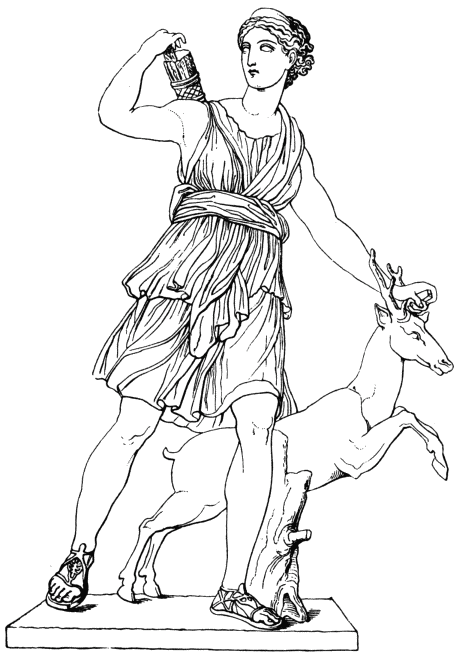
Artemide

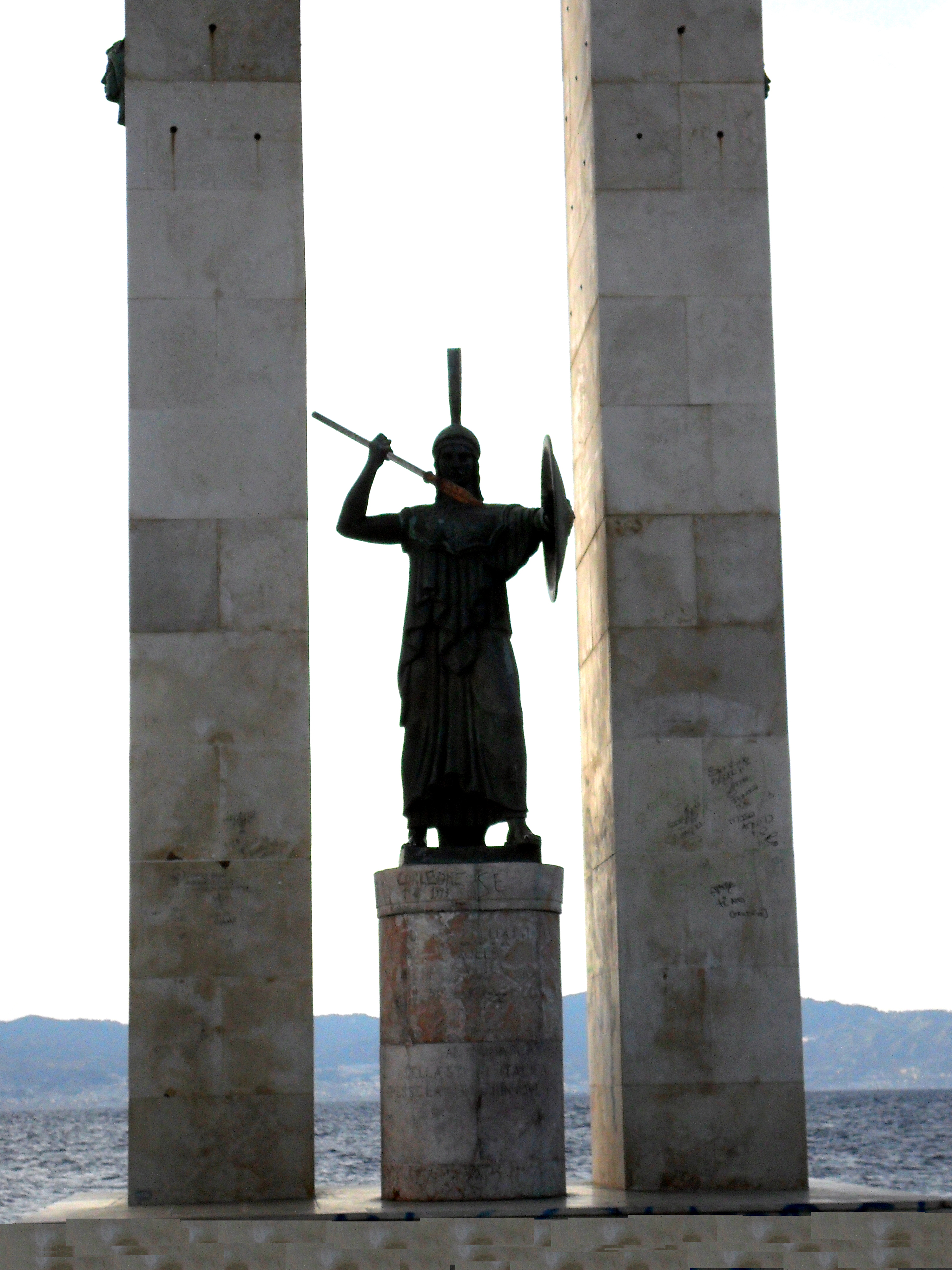
La statua di Atena dell'Arena dello stretto

L'esistenza di una festa annuale dedicata dai Reggini ad Apollo, alla quale partecipavano anche gli abitanti della dirimpettaia città di Messana, ci viene tramandata da Pausania che riporta la notizia che ogni anno una nave da Messina portava a Reggio un coro di trentacinque giovani, guidati da un maestro e da un flautista. Il coro partecipava ad una festa dei reggini, ma accadde che la nave con a bordo il coro si inabissò nello stretto per il mare in tempesta e i suoi passeggeri trovarono la morte. Se non fosse accaduto quell'evento tragico probabilmente non si avrebbe avuta notizia di questa solenne festa. Secondo Friedrich Wilhelm Schneidewin, la festa si svolgeva probabilmente in onore di Apollo e Artemide.
La festa durava circa due mesi ed era fondata sulla centralità del culto di Apollo nella vita della polis reggina.
Secondo alcune fonti il culto di Apollo a Reggio risalirebbe al tempo in cui un gruppo numeroso di calcidesi fondarono la città su indicazione dell'oracolo di Delfi. L'oracolo avrebbe ordinato loro di recarsi in Ausonia, sbarcare alla foce dell'Apsia, il più sacro dei fiumi, e in quel luogo fondare una città da consacrare ad Apollo per liberare Calcide dalla carestia che la colpì. Ai calcidesi si sarebbero aggiunti anche dei messeni, profughi dal Peloponneso per aver difeso un gruppo di spartani che avevano profanato delle vergini. Emerge in questa versione il ruolo di Apollo Archegete.
A parere di Varrone, invece, il culto di Apollo avrebbe origini più antiche della stessa fondazione della città e risalirebbe ad età eroica quando Oreste nei pressi di Rhegion trova i sette fiumi indicatigli da Apollo per purificarsi dal matricidio. Egli collega infatti il mito di Oreste, il cui episodio di purificazione viene localizzato presso il fiume Metauros (l'odierno Petrace), confine tirrenico fra Rhegion e la chora di Locri, con il particolare della costruzione del tempio di Apollo eretto da Oreste. 
Tutta la tradizione reggina relativa al culto di Apollo, sia quella che considera il dio quale archegete dei Calcidesi, sia quella che ne fa istituire il culto da Oreste, è indubbiamente legata all'ambiente delfico, centro di diffusione di riti e leggende già a partire dalla metà circa del II secolo a.C. Alla fine del V secolo risalgono i tetradrammi Rhegini che per la prima volta presentano l'effigie della testa laureata di Apollo. Nel IV -III secolo, oltre a questi tipi monetali, la fortuna del culto di Apollo è testimoniata dalle monete che recano la lira e soprattutto il nome stesso, Foibiva (Foibìa), che la città assunse sotto la tirannide di Dionisio II. Per un'epoca successiva (IV-II secolo a.C.) i bolli APOLLONOS e ERA APOLLONOS (Apollonos e Iera Apollonos) attestano l'attività di figline del santuario in città.

## Culto di Artemide
Il culto di Artemide, dea della caccia, era vivo a Reggio col nome di Artemis Phakelitis (da phakelon, fasci di sarmenti, vegetali delle paludi). Il culto di Artemide è strettamente collegato a quello del fratello divino, Apollo, e alla tradizione stessa della fondazione della città. Strabone narra che a fondare la città furono un gruppo di calcidesi insieme ad alcuni Messeni che erano stati allontanati dalla madrepatria perché avevano preso le difese di Spartani che avevano attaccato loro concittadini colpevoli di aver abusato un gruppo di fanciulle spartane che si stavano recando a compiere sacrifici nel tempio di Artemis Limnatis, al confine tra Messenia e Laconia. Apollo, mediante l'oracolo di Delfi, aveva ordinato ai profughi messeni di portare i calcidesi a Reggio e di ringraziare Artemide così sarebbero scampati alla rovina della loro patria che doveva essere, di lì a poco, conquistata dagli Spartani. Tucidide menziona a Rhegion la presenza di un santuario di Artemide situato al di fuori delle mura della polis. Il tempio di Artemide, prossimo alla tomba dell'ecista mitico della città, Iokastos, era allocato alla base del Promontorio Artemisio, divenuto poi Punta Calamizzi. Quel promontorio era la fonte della ricchezza di Reggio, perché proteggeva il porto della città dai venti dei quadranti meridionali, pericolosi per la navigazione nello Stretto. Situato a sud della città, ospitava, in periodo bizantino, il monastero di San Nicola di Calamizzi e la chiesa di San Giorgio Drakoniaratis.

## Culto di Heracle
La venerazione di Heracle (Eracle Reggino) è attribuita, quasi sicuramente, ai colonizzatori e fondatori calcidesi. In un'epigrafe del V secolo a.C. ritrovata nei pressi del fiume Petrace, l'antico Mètauros, compare una dedica ad Heracle in alfabeto calcidese, cui è attribuita l'epiclesi di "rhegino". Alcuni decenni fa il Sestieri, non tenendo conto di tutte le tradizioni nelle quali Heracle è in connessione se non proprio con la polis, almeno con la sua chora, ritenne di breve durata, nella sfera religiosa della polis, la pratica di tale culto. Studi più recenti di tale reperto hanno indotto Costabile a ritenerlo un indizio forte dell'esistenza di un santuario dedicato ad Heracle presso la foce del fiume Mètauros. Va ricordata inoltre la menzione di un Heràkleion acrotèrion (promontorio Eraclio) del quale fa menzione Strabone allocandolo dopo Leucopetra. Il culto di Eracle in età ellenistica e repubblicana è inoltre testimoniato dal ritrovamento di alcune statue che lo raffigurano con la clava e la pelle di leone.

## Culto di Asclepio
Il culto per Asclepio, dio della medicina e figlio di Apollo, è dimostrato da scarna documentazione ed un solo reperto archeologico. In città è stato ritrovato un frammento di marmo che rappresenta il bastone di Asclepio con il serpente attorcigliato. Il dio compare, inoltre, in alcune monete dell'epoca.

## Culto di Dioniso e Atena
Pur con molta cautela, sembra probabile che nella polis si organizzassero feste annuali in onore di Dioniso e di Atena. Il culto per Atena, dea della sapienza, verrebbe provato dai ritrovamenti di alcune monete e statuette che la raffigurano, di anfisse che riproducono gorgoni e dal ritrovamento di un'iscrizione.

## Culti di dei orientali
Dall'oriente, in età ellenistica, sono pervenuti nell'antica città alcuni culti: quello per le divinità egiziane di Iside e Serapide e quello per le divinità dell'Anatolia di Cibele e Attis.
Il ritrovamento di un frammento di un architrave che riporta un'iscrizione in latino "Q. Fabius Titiani lib. Ingenuus" e "Fabia Candida sacrorum" dimostra l'esistenza di un tempio edificato in onore delle divinità Iside e Serapide. Il ritrovamento di alcune terrecotte raffiguranti Attis che suona la siringa, col tipico copricapo frigo, testimoniano il culto per Cibele, venerata come Grande Madre.